# 勒泰克
勒泰克（法語：Le Tech，法語發音：[lə tɛk] ⓘ）是法国东比利牛斯省的一个市镇，属于塞雷区。

## 地理
勒泰克（42°24'38"N, 2°32'40"E）面积25.18 平方千米，位于法国奧克西塔尼大區东比利牛斯省，该省份为法国大陆部分最南部的省份，涵盖了北加泰罗尼亚，北起奥德省，西接阿列日省和安道尔，南与西班牙接壤，东临地中海。
与勒泰克接壤的市镇（或旧市镇、城区）包括：科尔萨维、蒙费雷、圣洛朗德塞尔当、塞拉隆格、普拉茨德莫约-拉普雷斯特、卡斯泰伊。
勒泰克的时区为UTC+01:00、UTC+02:00（夏令时）。

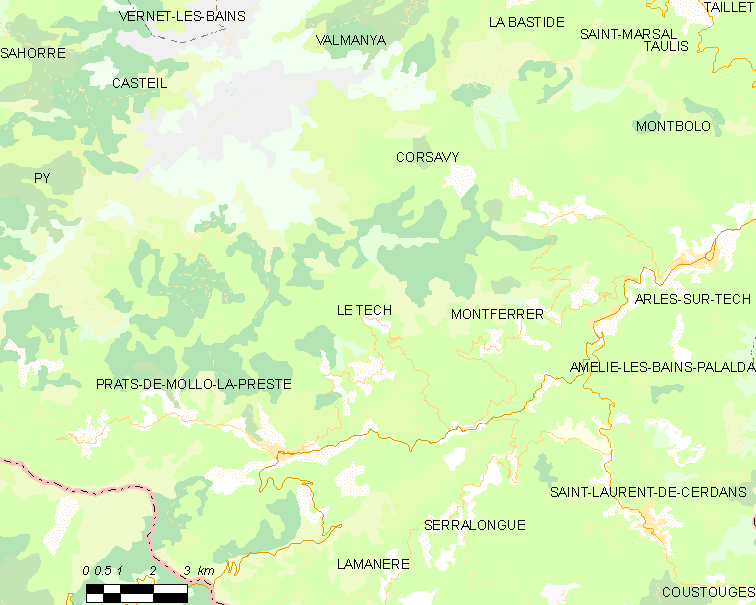
勒泰克的OSM定位图

## 行政
勒泰克的邮政编码为66230，INSEE市镇编码为66206。

## 政治
勒泰克所属的省级选区为勒卡尼古县。

## 人口

1962-2008年间勒泰克人口变化图示

勒泰克于2022年1月1日时的人口数量为97人。